# Silly
「Silly」（シリー）は、家入レオの楽曲。2014年11月19日にビクターエンタテインメントから8枚目のシングルとしてリリースされた。

## 解説
家入にとっては、10代でリリースする最後の新曲となる。
TBS系テレビドラマ『Nのために』主題歌として書き下ろされた楽曲で、人間の愚かさや、そこに宿る切なさ・愛おしさを題材としたバラード・ナンバー。家入の楽曲がテレビドラマ主題歌に起用されるのは「太陽の女神」以来、通算4度目。第83回ザテレビジョンドラマアカデミー賞ではドラマソング賞を受賞した。
ビデオクリップは針生悠伺が担当。『Nのために』放送開始日となる2014年10月17日よりYouTube上で公開されている。

### CDシングル
初回限定盤A・初回限定盤B・通常盤の3形態がリリース。初回限定盤Aにはビデオクリップとそのメイキングが、初回限定盤Bにはメジャーデビューから2014年夏のフェスまでのライブから選ばれた5曲のライブ映像がそれぞれ収録されたDVDが付属する。
カップリング曲には、「第5回福岡アジア美術トリエンナーレ2014」イメージソングの「勇気のしるし」等が収録される。

## 収録曲
| 全作詞: 家入レオ、全作曲: 西尾芳彦。 |                                                                           |          |            |                |      |
| #                                    | タイトル                                                                  | 作詞     | 作曲・編曲 | 編曲           | 時間 |
| 1.                                   | 「Silly」(TBS系金曜ドラマ『Nのために』主題歌)                             | 家入レオ | 西尾芳彦   | 鈴木Daichi秀行 | 4:30 |
| 2.                                   | 「願い事」                                                                | 家入レオ | 西尾芳彦   | 三輪コウダイ   | 3:56 |
| 3.                                   | 「勇気のしるし」(「第5回福岡アジア美術トリエンナーレ2014」イメージソング) | 家入レオ | 西尾芳彦   | 佐藤希久生     | 3:28 |
| 4.                                   | 「Silly (Instrumental)」                                                  | 家入レオ | 西尾芳彦   |                | 4:30 |
| 5.                                   | 「願い事 (Instrumental)」(通常盤のみ)                                     | 家入レオ | 西尾芳彦   |                | 3:56 |
| 6.                                   | 「勇気のしるし (Instrumental)」(通常盤のみ)                               | 家入レオ | 西尾芳彦   |                | 3:18 |

### DVD
初回限定盤A
| #  | タイトル                       | 作詞 | 作曲・編曲 | 時間  |
| -- | ------------------------------ | ---- | ---------- | ----- |
| 1. | 「Silly (Music Video)」        |      |            | 4:32  |
| 2. | 「Silly (Music Video Making)」 |      |            | 11:22 |
| 3. | 「Silly (Rehearsal Sessions)」 |      |            | 6:16  |

初回限定盤B
| #  | タイトル                                                                  | 作詞 | 作曲・編曲 | 時間 |
| -- | ------------------------------------------------------------------------- | ---- | ---------- | ---- |
| 1. | 「ripe (2012.2.15 Debut Event at Shibuya eggman)」                        |      |            | 4:12 |
| 2. | 「Last Stage (2012.5.17 Event Live at Tower Records Shibuya)」            |      |            | 3:31 |
| 3. | 「チョコレート (2013.1.25 1st Live Tour〜LEO〜 at Shibuya Club Quattro)」 |      |            | 4:46 |
| 4. | 「a boy (2014.2.22 ビクターロック祭り at 幕張メッセ)」                    |      |            | 4:08 |
| 5. | 「For you (2014.8.2 ROCK IN JAPAN FES. 2014 at LAKE STAGE)」              |      |            | 3:55 |

## 収録アルバム
- 20 (#1, #3)